# Список губернаторов Кентукки
Губернатор Содружества Кентукки — глава исполнительной власти в штате Кентукки, в обязанности которого входит обеспечение соблюдения государственных законов, одобрение или наложение вето на законопроекты, принятие законодательства штата Кентукки, созыв Совета штата, а также помилование (если речь не идёт о государственной измене или импичменте).
На 2011 год пятьдесят семь человек были губернаторами Кентукки (не считая двух губернаторов Конфедерации). До поправки 1992 года в Конституции штата было запрещено избираться на этот пост дважды, исключения составляют Исаак Шелби, Джон Хелм, Джеймс Маккрири и Хэппи Чэндлер.
Уильям Гебель, избранный губернатором в 1899 году, был убит во время исполнения служебных обязанностей. Марта Коллинз, занимавшая эту должность с 1983 по 1987 год, является единственной женщиной-губернатором Кентукки.

## Губернаторы
Первоначально Кентукки был лишь округом в Виргинии. С принятием в 1792 году в Союз округ становится штатом. По Конституции Кентукки 1792 года губернатор избирается коллегией выборщиков на четыре года, но с поправкой в 1799 году это осуществляется всенародным голосованием, и срок увеличивается до семи лет. С третьей поправкой в 1850 году срок пребывания на посту губернатора был сокращён до четырёх лет, а благодаря поправкам 1992 года губернатор имеет право избираться на второй срок.
| №  | Фото | Имя                | Партия                         | Начало срока    | Конец срока     |
| -- | ---- | ------------------ | ------------------------------ | --------------- | --------------- |
| 1  |      | Исаак Шелби        | Демократическо-республиканская | 4 июня 1792     | 7 июня 1796     |
| 2  |      | Джеймс Гаррард     | Демократическо-республиканская | 7 июня 1796     | 5 сентября 1804 |
| 3  |      | Кристофер Гринап   | Демократическо-республиканская | 5 сентября 1804 | 1 сентября 1808 |
| 4  |      | Чарльз Скотт       | Демократическо-республиканская | 1 сентября 1808 | 24 августа 1812 |
| 5  |      | Исаак Шелби        | Демократическо-республиканская | 24 августа 1812 | 5 сентября 1816 |
| 6  |      | Джордж Мэдисон     | Демократическо-республиканская | 5 сентября 1816 | 14 октября 1816 |
| 7  |      | Габриэл Слейтер    | Демократическо-республиканская | 14 октября 1816 | 29 августа 1820 |
| 8  |      | Джон Адэр          | Демократическо-республиканская | 29 августа 1820 | 24 августа 1824 |
| 9  |      | Джозеф Деша        | Демократическо-республиканская | 24 августа 1824 | 26 августа 1828 |
| 10 |      | Томас Меткалф      | Национальная республиканская   | 26 августа 1828 | 4 сентября 1832 |
| 11 |      | Джон Бретитт       | Демократическая                | 4 сентября 1832 | 21 февраля 1834 |
| 12 |      | Джеймс Морхед      | Национальная республиканская   | 21 февраля 1834 | 30 августа 1836 |
| 13 |      | Джеймс Кларк       | Виги                           | 30 августа 1836 | 27 августа 1839 |
| 14 |      | Чарльз Уиклайфф    | Виги                           | 27 августа 1839 | 2 сентября 1840 |
| 15 |      | Роберт Летчер      | Виги                           | 2 сентября 1840 | 4 сентября 1844 |
| 16 |      | Уильям Оусли       | Виги                           | 4 сентября 1844 | 6 сентября 1848 |
| 17 |      | Джон Криттенден    | Виги                           | 6 сентября 1848 | 13 июля 1850    |
| 18 |      | Джон Хелм          | Виги                           | 31 июля 1850    | 2 сентября 1851 |
| 19 |      | Лазарь Пауэлл      | Демократическая                | 2 сентября 1851 | 4 сентября 1855 |
| 20 |      | Чарльз Морхед      | Американская                   | 4 сентября 1855 | 30 августа 1859 |
| 21 |      | Берия Магоффин     | Демократическая                | 30 августа 1859 | 18 августа 1862 |
| 22 |      | Джеймс Робинсон    | Демократическая                | 18 августа 1862 | 1 сентября 1863 |
| 23 |      | Томас Брамлетт     | Демократическая                | 1 сентября 1863 | 3 сентября 1867 |
| 24 |      | Джон Хелм          | Демократическая                | 3 сентября 1867 | 8 сентября 1867 |
| 25 |      | Джон Стивенсон     | Демократическая                | 8 сентября 1867 | 3 февраля 1871  |
| 26 |      | Престон Лесли      | Демократическая                | 3 февраля 1871  | 31 августа 1875 |
| 27 |      | Джеймс МакКрэри    | Демократическая                | 31 августа 1875 | 2 сентября 1879 |
| 28 |      | Люк Блэкберн       | Демократическая                | 2 сентября 1879 | 5 сентября 1883 |
| 29 |      | Джеймс Нотт        | Демократическая                | 5 сентября 1883 | 30 августа 1887 |
| 30 |      | Симон Боливар      | Демократическая                | 30 августа 1887 | 2 сентября 1891 |
| 31 |      | Джон Янг Браун     | Демократическая                | 2 сентября 1891 | 10 декабря 1895 |
| 32 |      | Уильям Бредли      | Республиканская                | 10 декабря 1895 | 12 декабря 1899 |
| 33 |      | Уильям Тейлор      | Республиканская                | 12 декабря 1899 | 30 января 1900  |
| 34 |      | Уильям Гебель      | Демократическая                | 30 января 1900  | 3 февраля 1900  |
| 35 |      | Джон Бекхэм        | Демократическая                | 3 февраля 1900  | 12 декабря 1907 |
| 36 |      | Август Уилсон      | Республиканская                | 12 декабря 1907 | 12 декабря 1911 |
| 37 |      | Джеймс МакКрэри    | Демократическая                | 12 декабря 1911 | 7 декабря 1915  |
| 38 |      | Август Стенли      | Демократическая                | 7 декабря 1915  | 19 мая 1919     |
| 39 |      | Джеймс Блэк        | Демократическая                | 19 мая 1919     | 9 декабря 1919  |
| 40 |      | Эдвин Морроу       | Республиканская                | 9 декабря 1919  | 11 декабря 1923 |
| 41 |      | Уильям Филдс       | Демократическая                | 11 декабря 1923 | 13 декабря 1927 |
| 42 |      | Флэм Сэмпсон       | Республиканская                | 13 декабря 1927 | 8 декабря 1931  |
| 43 |      | Руби Лаффун        | Демократическая                | 8 декабря 1931  | 10 декабря 1935 |
| 44 |      | Хэппи Чандлер      | Демократическая                | 10 декабря 1935 | 9 октября 1939  |
| 45 |      | Кин Джонсон        | Демократическая                | 9 октября 1939  | 7 декабря 1943  |
| 46 |      | Симеон Уиллис      | Республиканская                | 7 декабря 1943  | 9 декабря 1947  |
| 47 |      | Эрл Клементс       | Демократическая                | 9 декабря 1947  | 27 ноября 1950  |
| 48 |      | Лоуренс Уэтерби    | Демократическая                | 27 ноября 1950  | 13 декабря 1955 |
| 49 |      | Хэппи Чандлер      | Демократическая                | 13 декабря 1955 | 8 декабря 1959  |
| 50 |      | Берт Комбс         | Демократическая                | 8 декабря 1959  | 10 декабря 1963 |
| 51 |      | Эдвард Бретитт     | Демократическая                | 10 декабря 1963 | 12 декабря 1967 |
| 52 |      | Луи Нанн           | Республиканская                | 12 декабря 1967 | 7 декабря 1971  |
| 53 |      | Уэнделл Форд       | Демократическая                | 7 декабря 1971  | 28 декабря 1974 |
| 54 |      | Джулиан Кэрролл    | Демократическая                | 28 декабря 1974 | 11 декабря 1979 |
| 55 |      | Джон Браун-младший | Демократическая                | 11 декабря 1979 | 13 декабря 1983 |
| 56 |      | Марта Коллинз      | Демократическая                | 13 декабря 1983 | 8 декабря 1987  |
| 57 |      | Уоллес Уилкинсон   | Демократическая                | 8 декабря 1987  | 10 декабря 1991 |
| 58 |      | Бриртон Джонс      | Демократическая                | 10 декабря 1991 | 12 декабря 1995 |
| 59 |      | Пол Паттон         | Демократическая                | 12 декабря 1995 | 9 декабря 2003  |
| 60 |      | Эрни Флетчер       | Республиканская                | 9 декабря 2003  | 11 декабря 2007 |
| 61 |      | Стив Бешир         | Демократическая                | 11 декабря 2007 | 8 декабря 2015  |
| 62 |      | Метт Бевин         | Республиканская                | 8 декабря 2015  | 10 декабря 2019 |
| 63 |      | Энди Бешир         | Демократическая                | 10 декабря 2019 | настоящее время |

## Губернаторы Конфедерации
Во время Гражданской войны группа сторонников Конфедерации встретилась в Расселлвилле, Кентукки, чтобы сформировать правительство штата. Хотя само правительство не просуществовало долго, два политика-конфедерата были избраны губернаторами Кентукки: Джордж Джонсон (20 ноября 1861 — 8 апреля 1862) и Ричард Хоуз (4 октября 1862 — 9 апреля 1865).

## Ныне живущие бывшие губернаторы
По состоянию на 10 декабря 2023 года живы пять бывших губернаторов Кентукки.
| Имя           | Губернаторский срок | Дата рождения    |
| ------------- | ------------------- | ---------------- |
| Марта Коллинз | 1983—1987           | 7 декабря 1936   |
| Пол Паттон    | 1995—2003           | 26 мая 1937      |
| Эрни Флетчер  | 2003—2007           | 12 ноября 1952   |
| Стив Бешир    | 2007—2015           | 21 сентября 1944 |
| Метт Бевин    | 2015—2019           | 9 января 1967    |